# Johann Caspar Harkort IV.

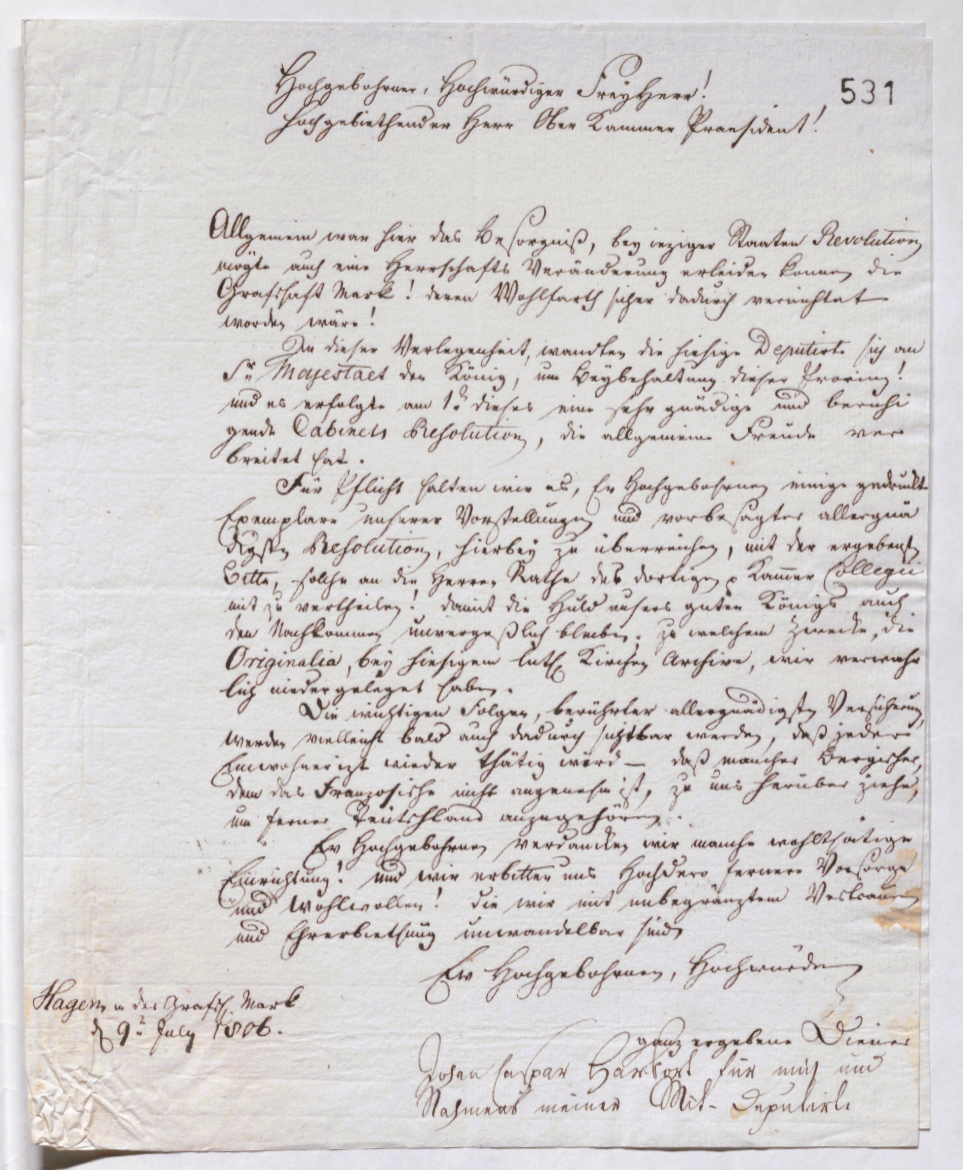
Brief von Johann Caspar Harkort an Ludwig Freiherr von Vincke, 1806.

Johann Caspar Harkort IV. (* 18. Oktober 1753 in Haus Harkorten, Hagen; † 10. Mai 1818 in Harkorten) war ein deutscher Eisenwarenhändler und Unternehmer der Familie Harkort. Er gründete etwa 1800 die Harkort’sche Fabrik in Haspe, Hagen.
Seine Eltern waren Johann Caspar Harkort III. (1716–1760) und Louisa Catharina Märker (1718–1795). Harkort stellte seinem Hauptbuch den Satz voran: „Richtig sey die Rechnung nicht allein, sondern auch recht“. Zu seinen neun Kindern zählen der Industriepionier Friedrich Harkort (1793–1880); ins Ausland gingen der Revolutionär Eduard Harkort (1797–1836) und der Kaufmann Christian Harkort (1798–1874); zwei Kinder verstarben früh. Er erzog seine Söhne nach den strengen Grundsätzen der lutherischen Ethik zu persönlicher Bescheidenheit und Einsatz für das Gemeinwesen. Er machte sich als Förderer des Baus von Schulen und Straßen einen Namen.